# 661 (tal)
661 är det naturliga heltal som följer 660 och följs av 662.

## Matematiska egenskaper
- 661 är ett udda tal.
- 661 är ett primtal[1].
- 661 är ett defekt tal.
- 661 är ett Stjärntal.
- 661 är ett Centrerat dekagontal.

## Inom vetenskapen
- 661 Cloelia, en asteroid.